# Göppingen Gö 9
Göppingen Gö 9 là một loại máy bay thử nghiệm, được chế tạo để nghiên cứu tính thiết thực của các máy bay sử dụng động cơ cánh quạt đẩy đặt cách xa động cơ, có một trục truyền động dài.

## Tính năng kỹ chiến thuật (Gö 9)
Đặc tính tổng quan
- Kíp lái: 1
- Chiều dài: 6,80 m (22 ft 4 in)
- Sải cánh: 7,20 m (23 ft 7 in)
- Trọng lượng có tải: 720 kg (1.587 lb)
- Động cơ: 1 × Hirth HM 60 , 60 kW (80 hp)
- Cánh quạt: 2-lá

Hiệu suất bay
- Vận tốc cực đại: 220 km/h (137 mph; 119 kn)